# Principiul inducției transfinite
Fie (A, ≤) o mulțime total ordonată. Pentru fiecare {\displaystyle a\in \ A} notăm Aa = { x din A : x > a } numită, în general, tăietura în A indusă de a.

## Enunț
Dacă (A, ≤) este o mulțime bine ordonată (adică orice submulțime nevidă admite un prim element), iar A' este o submulțime arbitrară care posedă primul element din A și pentru orice tăietură {\displaystyle A_{a}\subseteq A'} rezultă {\displaystyle a\in \ A'}, atunci {\displaystyle A'=A}.